# Digitaal tijdschrift
Een digitaal tijdschrift, webzine of e-zine is een tijdschrift dat op de computer wordt afgeleverd, meestal via internet, maar in het verleden ook wel op cd-rom. Het kan afgedrukt worden maar is bedoeld om te lezen vanaf het beeldscherm. De vorm varieert van doorbladerbare pdf's tot responsieve html-websites. 
Digitale tijdschriften hebben het voordeel dat ze in staat zijn dagelijks op de actualiteit in te springen en zo hun lezers (of doelgroep) altijd direct kunnen bedienen. Doordat de lage publicatiekost (er hoeft geen tijdschrift gedrukt te worden), kunnen webzines doorgaans veel lagere advertentietarieven hanteren dan gedrukte media. Daarom kiezen ook veel traditionele gedrukte media zoals dagbladen om hun activiteiten deels naar het internet te verplaatsen.

## Geschiedenis
Een digitaal tijdschrift wordt ook wel een webzine of e-zine genoemd. Laatstgenoemd woord is ontstaan uit de samentrekking van de Engelse woorden electronic en magazine. De meeste e-zines worden periodiek verspreid via e-mail, maar het is ook mogelijk dat via e-mail een link gestuurd wordt naar abonnees, zodat ze op de link kunnen klikken en de e-zine vervolgens op een website kunnen lezen.
Het verschil tussen een e-zine en een (per e-mail verspreide) nieuwsbrief is dat een nieuwsbrief meestal alleen verstuurd wordt als er nieuws is. Het verschil tussen een e-zine en een elektronisch tijdschrift is dat laatstgenoemde meestal een wetenschappelijk tijdschrift betreft die via het wereldwijde web verspreid wordt.
De eerste e-zines bestonden al voor het internet en werden toen per diskette verspreid. Ze combineerden de multimediale mogelijkheden van computers destijds, voornamelijk beeld en geluid. Later kwamen er ook e-zines op cd-rom, die veel meer multimedia konden bevatten.
Sinds de introductie van het weblog, en zeker het gemeenschappelijk weblog, is de grens tussen een digitaal tijdschrift en weblog enigszins vervaagd. Met de introductie van de iPad en Kindle kwam er meer ruimte voor het digitale tijdschrift.

## Lijst met digitale tijdschriften (selectie)
- Apache.be (Belgisch, politiek)
- Charlie Magazine (Belgisch, lifestyle)
- Cutting Edge (Belgisch, cultuur)
- Digg* (Belgisch, film, muziek en cd's)
- GeenStijl (Nederlands, actualiteit)
- Lords of Metal (Nederlands, hardrock en heavy metal)
- NieuwsOnline (Nederlands, actualiteit)
- Pitchfork (Amerikaans, muziek)
- Slate (Amerikaans, algemeen nieuws en beschouwingen)
- Spunk (Nederlands, lifestyle)